# Purchena
Purchena è un comune spagnolo situato nella comunità autonoma dell'Andalusia, provincia di Almería. È attraversato dal fiume Almanzora.